# Умовна ймовірність
Умо́вна ймові́рність — ймовірність однієї події за умови, що інша подія вже відбулася.
Нехай {\displaystyle (\Omega ,{\mathcal {F}},\mathbb {P} )} — фіксований ймовірнісний простір. Нехай {\displaystyle A,B\in {\mathcal {F}}} дві випадкової події, причому {\displaystyle \mathbb {P} (B)>0}. Тоді умовною ймовірністю події {\displaystyle A} при умові події {\displaystyle B} називається
{\displaystyle \mathbb {P} (A\vert B)={\frac {\mathbb {P} (A\cap B)}{\mathbb {P} (B)}}.}

## Властивості
- Прямо з визначення очевидно випливає, що

{\displaystyle \mathbb {P} (A\cap B)=\mathbb {P} (A\vert B)\;\mathbb {P} (B).}
- Якщо {\displaystyle \mathbb {P} (B)=0}, то умовна ймовірність, строго кажучи, не визначена. Проте іноді умовляються вважати її в цьому випадку рівною нулю .

- Умовна ймовірність є ймовірністю, тобто функція {\displaystyle \mathbb {Q} :{\mathcal {F}}\to \mathbb {R} }, задана формулою

{\displaystyle \mathbb {Q} (A)=\mathbb {P} (A\vert B),\;\forall A\in {\mathcal {F}},}
задовольняє усі аксіоми імовірнісної міри.

## Статистична незалежність
Події {\displaystyle A} і {\displaystyle B} є статистично незалежними, якщо
{\displaystyle P(A\cap B)=P(A)P(B).}
Якщо {\displaystyle P(B)} не нульова, це еквівалентне виразу
{\displaystyle P(A|B)=P(A).}
Так само, якщо {\displaystyle P(A)} не дорівнює нулю, тоді
{\displaystyle P(B|A)=P(B).}
також еквівалентно.

## Приклад
Якщо {\displaystyle A,B} — несумісні події, тобто {\displaystyle A\cap B=\varnothing } та {\displaystyle \mathbb {P} (A)>0,\;\mathbb {P} (B)>0}, тоді
{\displaystyle \mathbb {P} (A\vert B)=0}
та
{\displaystyle \mathbb {P} (B\vert A)=0}.